# Llamas de la Ribera
Llamas de la Ribera è un comune spagnolo di 1 167 abitanti situato nella comunità autonoma di Castiglia e León.